# Instituto Municipal de Belas Artes
o Instituto Municipal de Belas Artes Rita Jobim Vasconcelos, mais conhecido como IMBA, é um conservatório de música de Bagé, no Rio Grande do Sul. Fundado em 10 de abril de 1921, o instituto promove a arte e cultura, com especial atenção à música. Atualmente, oferece cursos de música popular, música erudita, de diversos instrumentos musicais e dança.

## História
O IMBA foi fundado em 10 de abril de 1921, pelos professores Guilherme Fontainha e José Corsi. Foi concebido sob o nome de Conservatório de Música de Bagé. Sua municipalização ocorreu em 05 de abril de 1927. Neste ano foram criados os cursos de Canto e violino. Em 1937 foi elevado a categoria de instituto adotando o nome Instituto Municipal de Belas Artes.
O IMBA iniciou suas atividades em 1921 provisoriamente no Clube Caixeral. Da sede provisória, a escola passou para o prédio da Avenida Sete de Setembro (atual Rádio Cultura), a seguir, para a esquina da Avenida Tupy Silveira e Rua Félix da Cunha (atual Supermercado Nacional), e finalmente para o atual prédio na Av. Sete de Setembro, onde se encontra atualmente  desde 1937, no governo do Prefeito Luís Mércio Teixeira, quando ele evoluiu a Instituto.  O prédio, que, inicialmente, abrigava a Sociedade Espanhola de Bagé, começou a ser construído em 1890, com a primeira etapa da obra sendo finalizada em 1905 e tendo sua conclusão ocorrida em 26 de maio de 1929.

## Cursos
Os primeiros cursos foram o Instrumental de Piano e o Elementar e Teórico Prático de Música. O IMBA oferece atualmente os seguintes cursos: ballet, piano, violão, acordeão, violino, violoncelo, musicalização, bateria, instrumentos de sopro (clarinete, trompete e trombone, flauta doce e flauta transversal), contrabaixo elétrico, teoria musical e canto.

### Atividades Complementares
Algumas das atividades complementares: orquestra, banda marcial, jazz, conjunto de flautas e cordas e grupos de dança. Entre as atividades musicais que o IMBA oferece está a Banda Musical IMBA, criada no ano de 1958 e atualmente é regida e dirigida pelo regente e professor Lucas Barres.
Os grupos de dança do IMBA, Ballet e Jazz, oferecem vagas para diferentes idades, além de presença marcante em festivais de dança na Cidade de Bagé e fora dela.
Além disso, há diversos grupos formados por alunos da instituição como, por exemplo, o grupo de Flauta Doce do IMBA, o grupo de Cordas do IMBA e o Grupo de Choro do IMBA, criado em 2018.

## Prêmios
- 16ª edição Sul em Dança[21] – vice-campeão na categoria infantil juvenil jazz, com o tema “Simplesmente Marilyn” e também vice-campeão na categoria juvenil de dança moderna e contemporânea realizou a dança “O Mundo Secreto de Coraline”.
- 5° Festival Binacional de Dança[21] 1° lugar com a coreografia “A Revolta das Felinas”, na modalidade estilo livre e 1° lugar com a coreografia “Chão de Estrelas” na modalidade dança moderna e contemporânea.
- 12° Santo Ângelo em Dança [21] na categoria juvenil a bailarina Brendha Veiga, conquistou 3° lugar com a coreografia “Transduzir”, na modalidade jazz. O bailarino Marcelo Maciel recebeu premiação de 2° lugar com o tema “Passagem”, na modalidade dança moderna e contemporânea e o conjunto conquistou a 1ª posição com a coreografia “Delírios”, também na modalidade dança moderna e contemporânea.
- 23º Santa Maria em Dança[22] O grupo infanto-juvenil do Imba conquistou o primeiro lugar geral com a coreografia &quot;Delírios&quot;. Os grupos de jazz e contemporâneo infanto-juvenil e contemporâneo juvenil ficaram em primeiro lugar, e um duo de contemporâneo em segundo.
- 24º Campeonato Gaúcho de Bandas e Fanfarras[23] primeira colocação na categoria “Banda de Concerto Sênior”.

## Eventos promovidos ou sediados pelo IMBA
- Festival de Ballet do Instituto Municipal de Belas Artes (IMBA);
- Dança Bagé.
- Festival de Bandas Marciais e Fanfarra;
- FIMP – Festival Internacional de Música no Pampa;
- Noite de Sopros;
- Noite de Seresta;
- Festival de Música

## Diretoras e diretores do Imba (1921 - 2018)[1]
| Diretor/a                         | Gestão       |
| --------------------------------- | ------------ |
| Vicentina Felizardo Ferreira      | 1921 - ?     |
| Clélia Ferreira Lassance          | ?            |
| Jandira Pereira Nunes             | ? - 1926     |
| Rita Jobim de Vasconcellos        | 1927 - 1964  |
| Alene Dupont Teixeira             | 1964 - 1966  |
| Stella Duarte Brums               | 1967 - 1973  |
| Hilma Canto da Silva              | 1974 - 1979  |
| Magda Infantini                   | 1979 - 1984  |
| Armando Baraldi Junior            | 1985 - 1987  |
| Maria Elizabete Infantini         | 1988 - 1988  |
| Adriana Lucas Lencina             | 1989 - 1992  |
| Sirlei Brum Médici                | 1992 - 1992  |
| Regina Amália Saraiva Gularte     | 1992 - 1992  |
| Helena Noer                       | 1993 – 1995  |
| Lúcia Antônia Bezerra de Mello    | 1996 - 1996  |
| Adília Adelina Barreto Garcia     | 1997 - 2000  |
| Oraides Lenir da Rosa Silva       | 2001 - 2004  |
| Leila Maria Vigil da Motta Cabeda | 2005 - 2012  |
| Renata Tunholi Barcellos          | 2013 - 2016  |
| Flavio Dutra                      | 2017 - atual |

Nivia 